# پتر-میشائل کولبه
پتر-میشائل کولبه (آلمانی: Peter-Michael Kolbe؛ زادهٔ ۲ اوت ۱۹۵۳) قایقران روئینگ اهل آلمان است.
وی همچنین برندهٔ جوایزی همچون شخصیت ورزشی سال آلمان شده‌است.
وی در مسابقات کشوری و بین‌المللی در مجموع برندهٔ ۱ مدال طلا شده‌است.